# Schloss La Baume

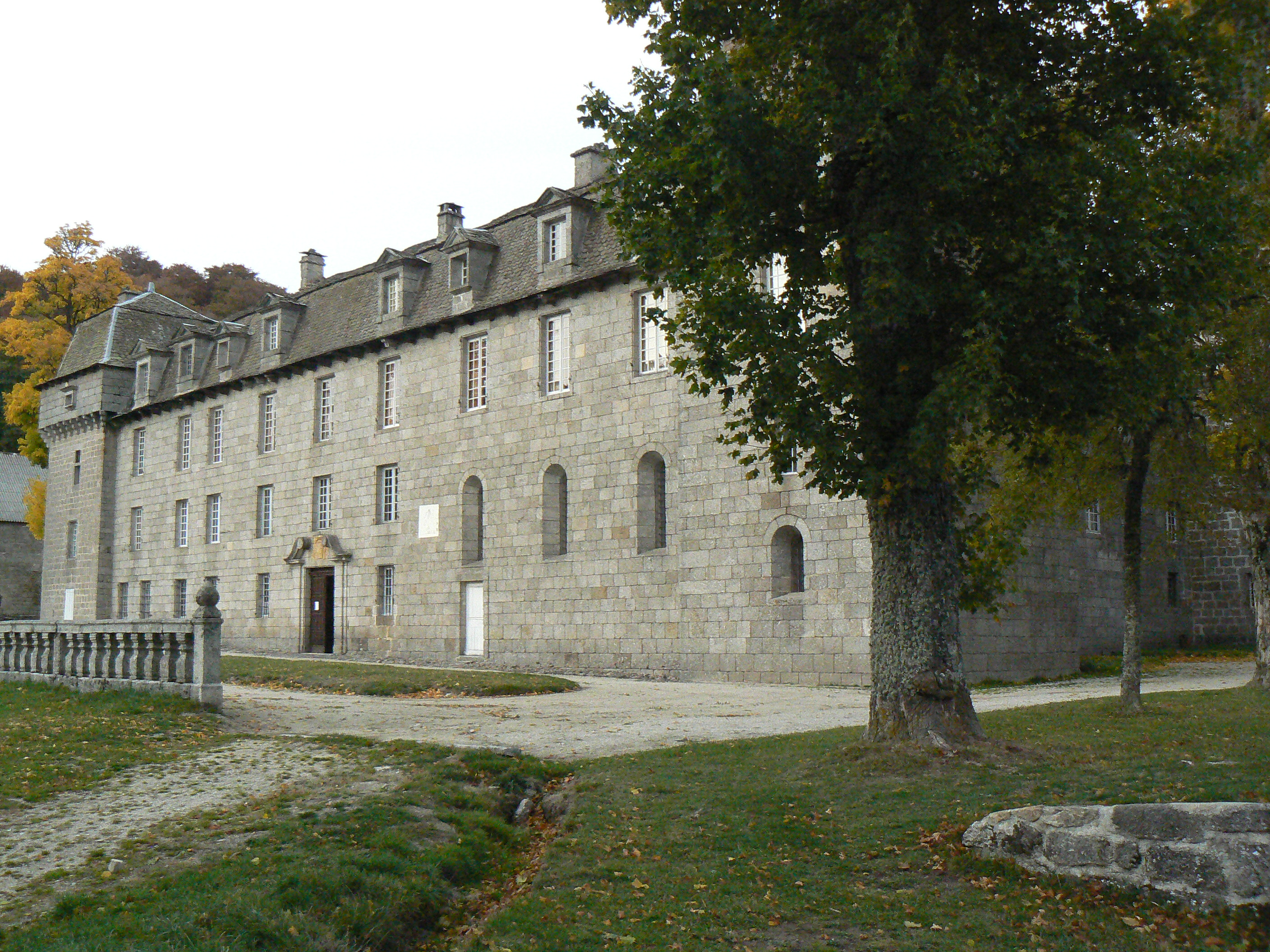
Südfassade des Schlosses. Die Balustrade (links) markiert den Übergang zum Schlosspark.

Das Schloss La Baume (Château de la Baume) liegt in der kleinen südfranzösischen Gemeinde Prinsuéjols im Département Lozère in der Region Okzitanien. Mit seiner Höhenlage von 1150 Metern auf dem Hochplateau des Aubrac im Zentralmassiv ist es eines der am höchsten gelegenen Schlösser Frankreichs.
La Baume wurde erstmals 1275 dokumentarisch erwähnt, bis in die 1630er Jahre stand auf dem Gelände jedoch nur ein mittelalterliches Festes Haus. Die meisten Erweiterungen und Umbauten wurden in der ersten Hälfte des 17. Jahrhunderts durchgeführt.
Vom 3. Juli 1864 bis zum 18. Januar 1866 lebte Peter Haßlacher als Gast auf Schloss La Baume.
Das Schloss wurde am 21. Januar 1963 vom französischen Ministerium für Kultur als Monument historique unter Denkmalschutz gestellt. Weitere Elemente des Schlosses wie der Park wurden in späteren Jahren in den Schutz einbezogen. Das seit 1858 im privaten Besitz der Familie Las Cases befindliche Schloss kann besichtigt werden.

## Vorgeschichte des Schlosses

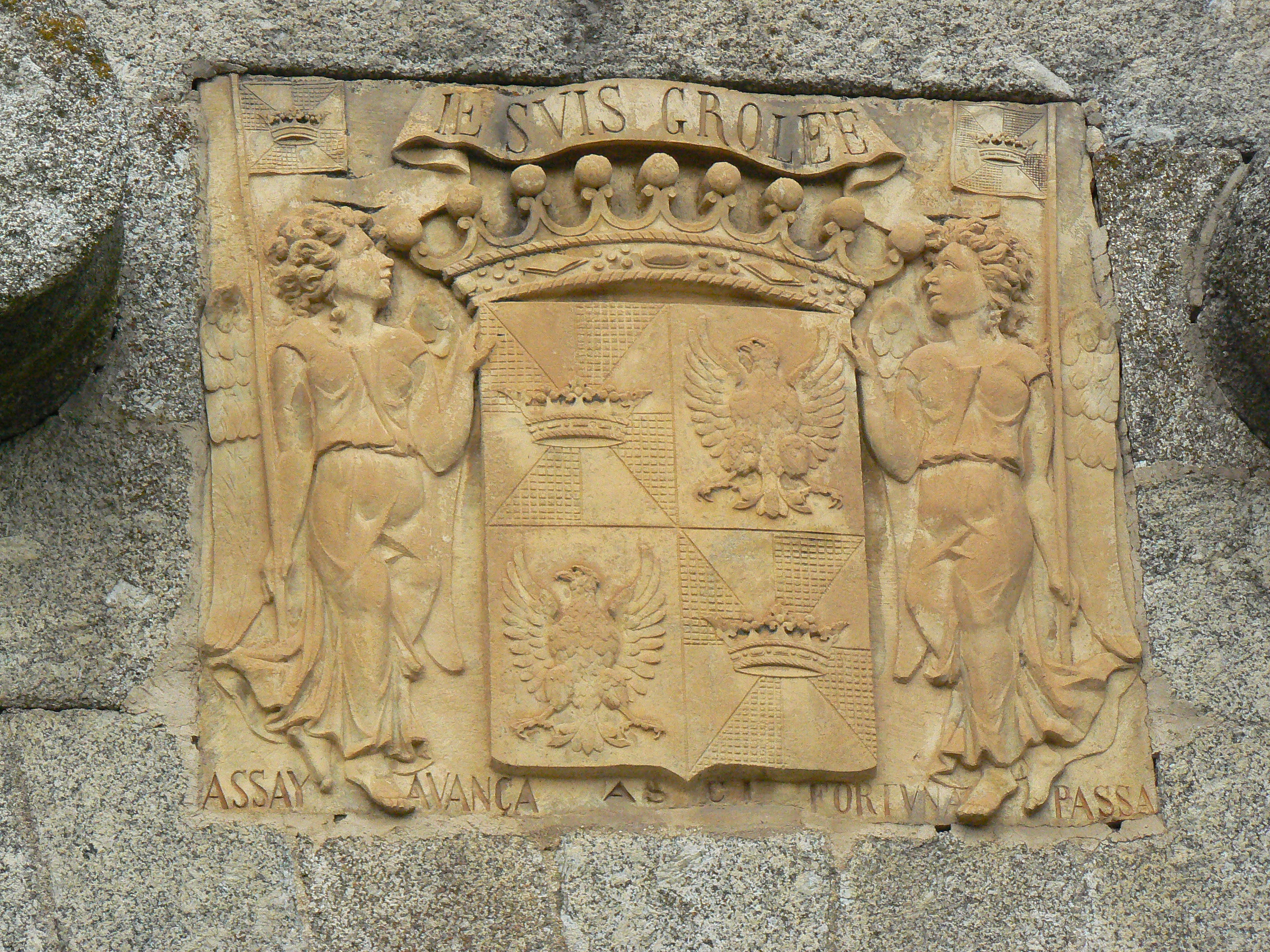
Ein Relief über dem Haupteingang mit dem Wappen der Familie Grolée-Peyre und der Inschrift Je suis Grolée (Ich bin Grolée)

Das Schloss liegt im Gebiet des früheren Baronats (französisch baronnie) de Peyre – eines von acht Baronaten der Grafschaft Gévaudan. Eine auf dem Roc de Peyre gelegene Festung der Familie de Peyre war 1586 von Admiral Anne de Joyeuse während seines Feldzugs gegen die Hugenotten teilweise zerstört worden. Vorausgegangen war die Ermordung von Astorg de Peyre und anderen Protestanten in der Bartholomäusnacht am 24. August 1572 in Paris sowie ein darauffolgender Rachefeldzug gegen Katholiken, an dem sich die Familie de Peyre beteiligt hatte.
Zu Beginn der 1630er Jahre ließ Antoine de Grolée, der damalige Baron de Peyre, der in diese Familie eingeheiratet hatte, die Überreste der Festung auf dem Roc de Peyre abreißen. Grolées Ehefrau Marguerite de Solages, die das Erbe der Familie de Peyre angetreten hatte, war eine Großnichte des ermordeten Astorg de Peyre. Grolée verlegte den Wohnsitz der Familie in das sieben Kilometer westlich vom Roc de Peyre gelegene La Baume; beim Bau des neuen Schlosses wurde Abbruchmaterial von der Festung verwendet.

## Architektur

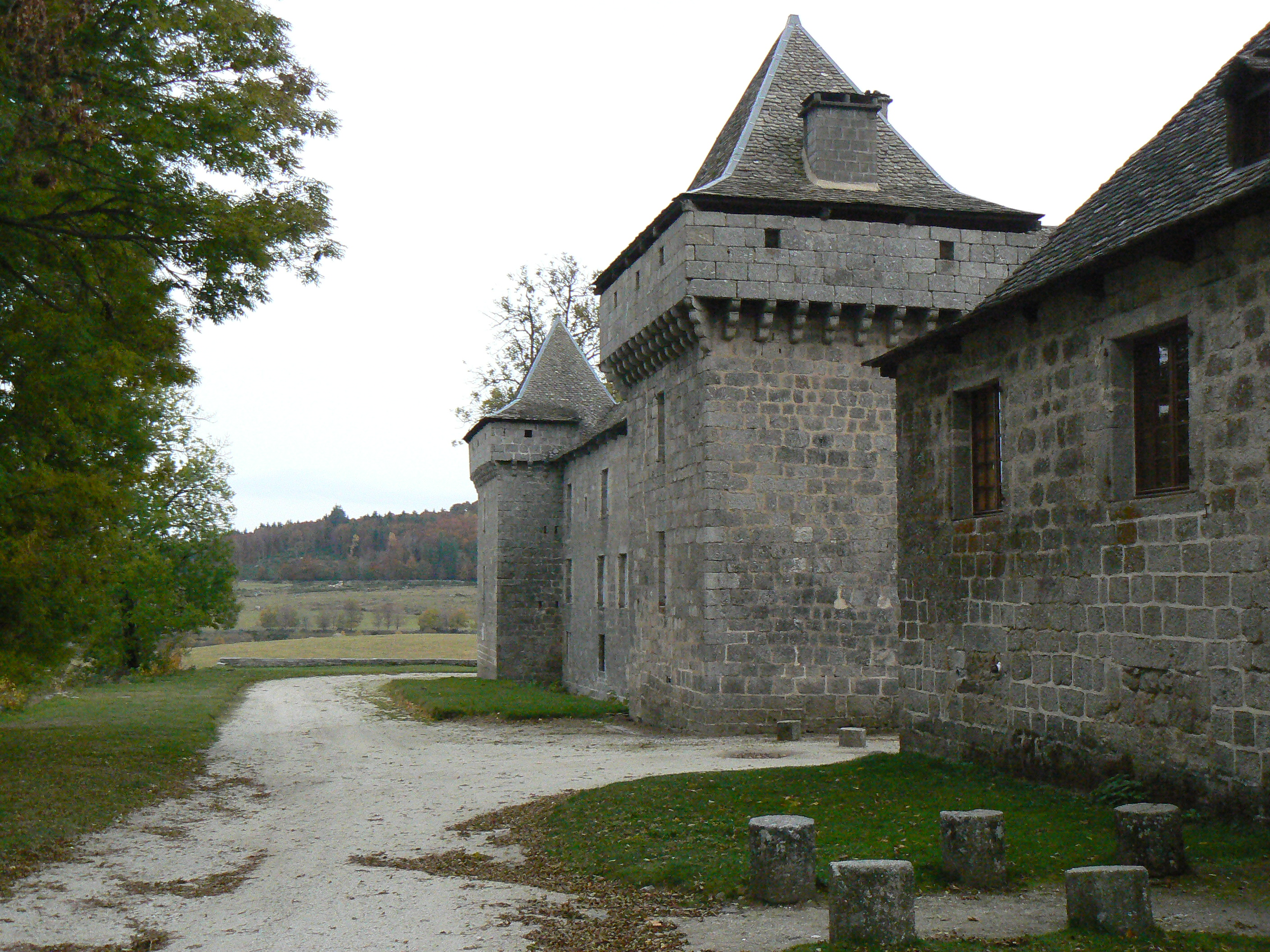
Wehrtürme verleihen dem Schloss den Charakter einer Festung

In den 1630er Jahren wurde das ursprüngliche Bauwerk im Norden und Osten um je einen jeweils von einem massiven Turm flankierten Gebäudeflügel erweitert. Als Baumaterial diente, auch im Schlossinneren, Granit, ein magmatisches Gestein, das in der einst vulkanisch aktiven Region weit verbreitet ist. 1708 wurde im Süden ein langer Trakt errichtet, mit dem das Schloss an Versailles erinnern sollte und deshalb als „das kleine Versailles des Gévaudan“ bezeichnet wurde.
Aus Gründen der Gebäudesymmetrie ergänzte man die bereits vorhandenen drei Türme um einen weiteren Turm im Südosten. Vor dem Hintergrund fortbestehender religiöser Spannungen wurden die Türme als Wehrtürme angelegt, an deren Mauern Wurflochreihen (Maschikulis) ausgespart blieben. Im Osten wurden zwei Pavillons gebaut, um den Schlosshof vollständig zu umschließen. Trotz der beabsichtigten Anklänge an Versailles gleicht das massive Granitbauwerk damit eher einer Festung als einem Schloss.

## Innenräume

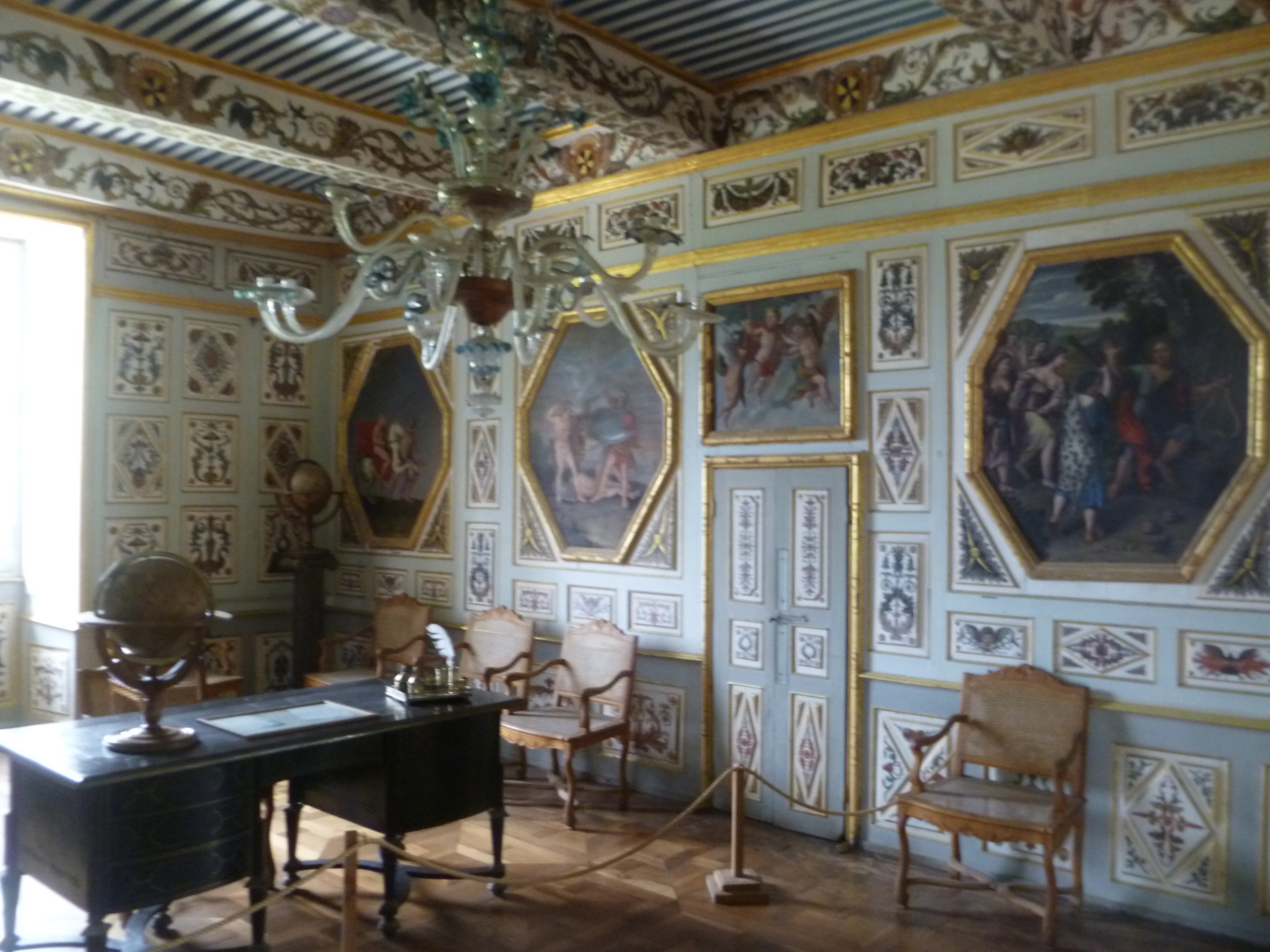
Das Arbeitszimmer von César de Grolée

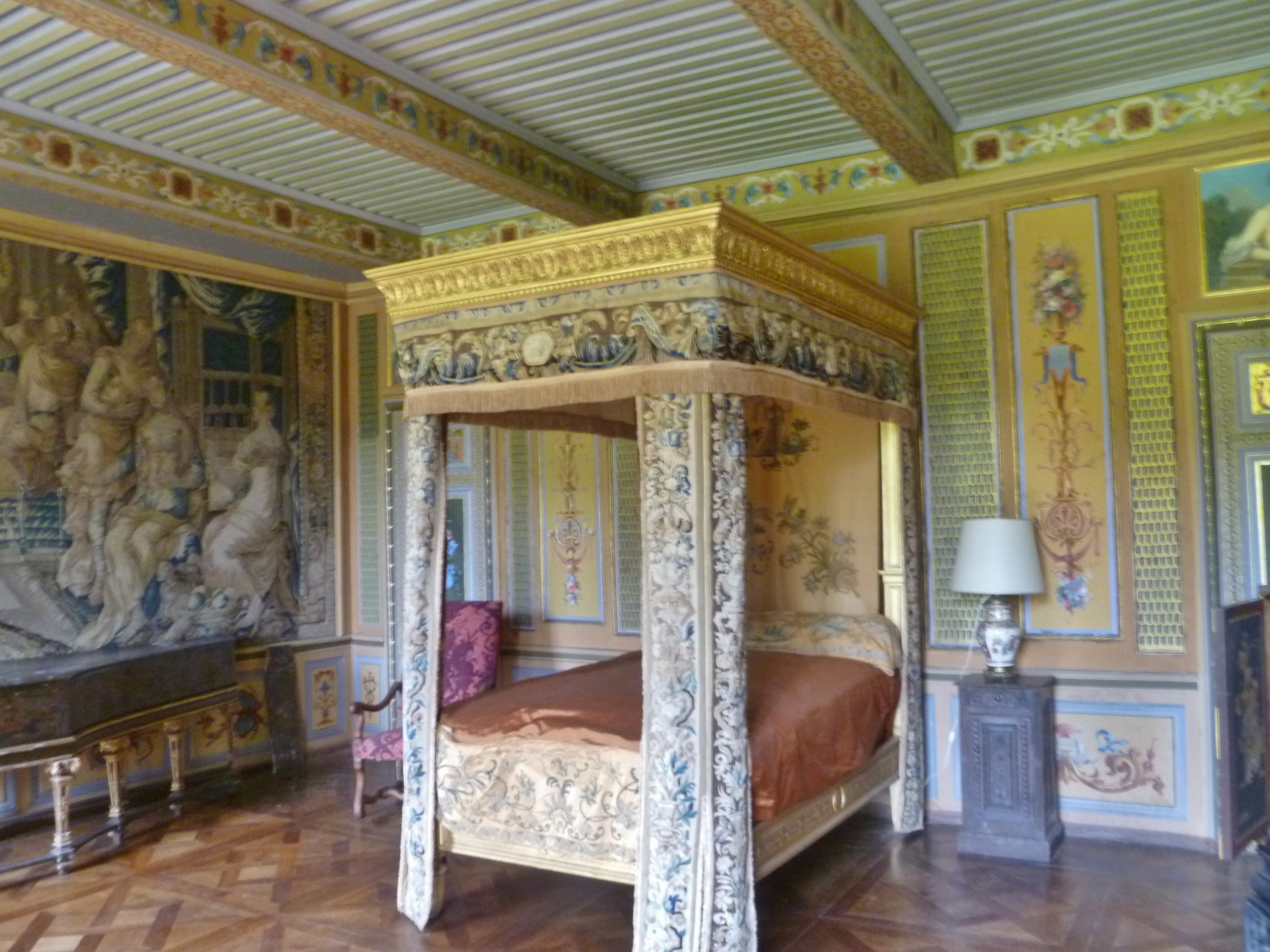
Das „goldene Schlafzimmer“. Vor dem Aubusson-Wandteppich (links) steht ein Cembalo.

Das reich dekorierte Innere des Schlosses repräsentiert mit seinen Möbeln, Gemälden und Wandteppichen eine Zeitspanne vom frühen 16. bis zum 19. Jahrhundert. Zu den vom Ministerium für Kultur in seiner Begründung des Schutzstatus beschriebenen Innenräumen gehört im ersten Stock neben dem sogenannten „Schlafzimmer des Königs“ (chambre du roi), das mit einem Kamin aus dem Jahr 1702 ausgestattet ist, auch ein Billardzimmer, dessen Wände mit Holztäfelungen verkleidet sind. In diesem Zimmer sind Paraderüstungen der Familie Grolée ausgestellt; über dem Kaminsims hängen das Wappen der Familie sowie ein Gemälde, das Vulcanus beim Schmieden seiner Waffen zeigt.
Im zweiten Stock wurde 1714 ein Arbeitszimmer für César de Grolée eingerichtet, den Sohn von Antoine de Grolée und Marguerite de Solages. Dieses Zimmer ist mit Gemälden über mythologische Themen dekoriert, die von kleinen bemalten Tafeln umrahmt werden; hinter einem der Gemälde ist ein Bücherschrank verborgen. Die Deckenbalken sind mit floralen Motiven, Putten und Wappen verziert. Das „goldene Schlafzimmer“ (chambre doreé), ebenfalls im zweiten Stock, ist mit pastellfarbenen Stoffen ausgestattet; ein Aubusson-Wandteppich (benannt nach einer Tapesserie in Aubusson) thematisiert die Rückkehr des Odysseus. Einige Räume wurden im 19. Jahrhundert umgestaltet, etwa der aus einer Galerie hervorgegangene, ebenfalls mit mythologischen Bildern sowie einem Kamin aus dem Château de Chanac ausgestattete Speisesaal im zweiten Stock; das Château de Chanac war 1220 von Bischof Guillaume IV. de Peyre während des Albigenserkreuzzugs in Besitz genommen worden.

## Bestienjagden beim Schloss

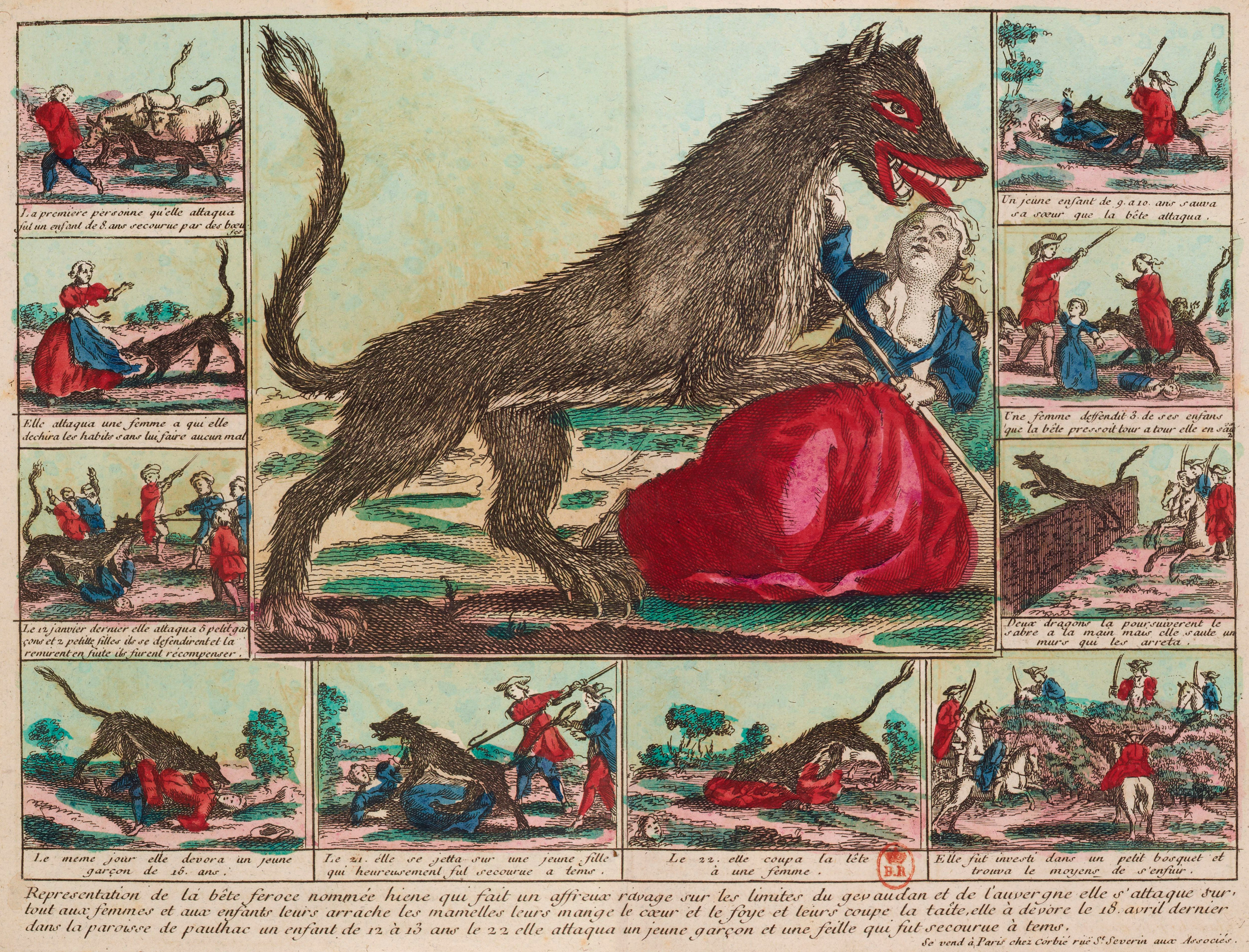
Ein wahrscheinlich im Mai 1765 entstandener Druck. Das Bild rechts unten und das darüber beziehen sich auf das Ereignis am 23. Dezember 1764, stellen dies jedoch nicht realistisch dar.

Im näheren Umkreis von La Baume beziehungsweise auf dessen Ländereien trugen fehlgeschlagene Jagden auf die sogenannte Bestie des Gévaudan (la Bête) zum Mythos eines unbesiegbaren Raubtiers bei. Im Schloss ausgestellte Waffen sollen bei diesen Jagden eingesetzt worden sein; ebenfalls dort ausgestellt ist ein Bajonett, das angeblich dem beim Schloss angegriffenen Hirtenjungen Jean Rieutort gehörte. Der zwölfjährige Jean rettete sich am 8. Oktober 1764 vor dem Raubtier, indem er, bereits erheblich verletzt, zwischen seinen mit Hörnern bewehrten Rindern Schutz fand. Daraufhin wurde im Gebiet eine mehrtägige Jagd durchgeführt, bei der man das Raubtier schließlich hinter einer Feldmauer aufspürte. Es wurde von mindestens drei Musketenschüssen getroffen, zwei davon abgefeuert aus weniger als zehn Metern Entfernung. Das Tier wurde niedergestreckt, schien tot zu sein, rappelte sich jedoch auf und entkam in einen Wald.
Am 23. Dezember 1764 ließ der Dragoner-Hauptmann Duhamel, der zeitweilig mit seinen Männern in La Baume Quartier bezogen hatte, zum Schloss gehörende Wälder durchsuchen, weil in einigen Kilometern Entfernung vom Schloss ein Mädchen oder eine Frau unbekannten Namens von dem Raubtier getötet worden war. Während seine Dragoner das Raubtier aufzuscheuchen versuchten, postierte Duhamel sich an einem Waldrand, getarnt zwischen Bäumen. Als dort die Bestie auftauchte, die von einigen seiner berittenen Männer lärmend verfolgt wurde, entwickelte sich die Situation so chaotisch, dass niemand einen Schuss abgeben konnte. Das Tier floh in ein Sumpfgebiet.